# Pandemia de COVID-19 na Noruega
Este artigo documenta os impactos da pandemia de COVID-19 na Noruega e pode não incluir todas as principais respostas e medidas contemporâneas.

## Linha do tempo

### Fevereiro
Em 26 de fevereiro, a Noruega confirmou o primeiro caso de COVID-19. O Instituto Norueguês de Saúde Pública anunciou que alguém testou positivo para SARS-CoV-2 depois de retornar da China na semana anterior. A paciente era assintomática e sem problemas crônicas de saúde. Ela sofreu um isolamento voluntário em sua casa em Tromsø.
Em 27 de fevereiro, o Instituto Norueguês de Saúde Pública anunciou que mais três pessoas foram confirmadas positivas para SARS-CoV-2. Dois deles moravam em Oslo e estavam ligados ao surto na Itália. O outro morava em Bærum e estava ligado ao surto da pandemia no Irã. Todos foram submetidos a um isolamento voluntário em casa.
Em 28 de fevereiro, um indivíduo de Bergen e um funcionário do Hospital Universitário de Oslo, Ullevål, deram positivo e foram colocados em isolamento em casa. Ambos haviam visitado o norte da Itália.
Em 28 de fevereiro, houve 6 casos confirmados na Noruega.

### Março
No domingo, 1º de março, um total de 19 casos foram confirmados. Bjørn Atle Bjørnbeth, chefe do hospital Ullevål em Oslo, informou que há potencialmente mais de 100 pessoas que entraram em contato com um membro da equipe infectado.
Em 3 de março, houve 25 casos confirmados na Noruega, sendo 5 de Vestland. Até esse momento, a maioria dos casos é importada da Itália, e nenhum dos casos está gravemente doente, portanto, todos ficam em quarentena em casa. O pior caso é avaliado com um quarto da população norueguesa infectada e medidas estão sendo tomadas pelos governos para lidar com 1 milhão de pessoas.
Em 4 de março, houve 56 casos confirmados na Noruega, todos relacionados a surtos conhecidos no exterior. Até agora, apenas alguns deles foram infectados na Noruega (notavelmente 5 casos em um departamento do hospital Ullevål, infectados por um colega que esteve na Itália).
Em 10 de março, o número de casos confirmados na Noruega havia subido para 400, e um número crescente desses casos não podia ser atribuído a viagens ao exterior ou a qualquer pessoa conhecida infectada, indicando que a transmissão da comunidade havia começado na Noruega.
Em 12 de março, foi anunciado um bloqueio nacional, a partir das 18:00 do mesmo dia. Durante duas semanas, escolas, jardins de infância, academias de ginástica, salões de beleza etc. estarão fechados. Eventos esportivos e culturais e reuniões são proibidos e as restrições se aplicam aos restaurantes.
Em 13 de março, a Noruega proibiu as visitas à Noruega pelo aeroporto de Oslo. Cidadãos noruegueses e nórdicos, residentes estrangeiros na Noruega e pessoas que continuam em outro país são permitidos de qualquer maneira.Outros cidadãos e estrangeiros são analisados separadamente. Em 16 de março, isso foi estendido a todas as fronteiras da Noruega e de cidadãos nórdicos não noruegueses.
Em 14 de março, foram relatadas a segunda e terceira morte causadas pela COVID-19. Em 16 de março, os não residentes foram proibidos de entrar na Noruega.
Em 17 de março, a premie Erna Solberg respondeu dúvidas de crianças acerca a COVID-19 com intuito de informar também as crianças do problema.
Em 19 de março o governo anunciou que as pessoas suspeitas ou confirmadas de estarem infectadas devem seguir regras mais rígidas de isolamento doméstico. Além disso, estabeleceu-se multas para pessoas que violam as regras de quarentena e de isolamento ou organizam eventos.
Em 20 de março, 32% dos internados em UTI com coronavírus eram jovens de 25 a 49 anos.
Em 26 de março, o país registrava 3.667 casos e dezesseis mortes.
Em 28 de março, o país registrava 3.811 casos e vinte mortes.
Em 29 de março, o país registrava 4.281 casos e vinte e cinco mortes.

### Abril
No dia 6 de abril, o ministro da saúde Bent Høie, declarou que o vírus estava sob controle. Nesse sentido, Erna Solberg, disse que após o feriado de páscoa as regras da quarenta serão afrouxadas.
Em 8 de abril, o país registrava 6.086 casos e 93 mortes devido a COVID-19.
Em 27 de abril, creches e escolas para crianças de 6 a 10 anos, foram permitidas para que voltassem a funcionar de maneira lenta. Pequenos negócios também seguiram essa regra.

### Maio
Em 4 de maio, o país 7.884 casos e 214 mortes.
Em 16 de maio, os não residentes foram proibidos de entrar na Noruega.
Em 19 de maio, os residentes foram proibidos de ficar em cabanas fora de seus municípios de origem, a fim de evitar sobrecarregar a infraestrutura médica rural. As pessoas suspeitas ou confirmadas de estarem infectadas devem seguir regras mais rigorosas de isolamento doméstico. O governo estabeleceu multas para pessoas que violam as regras de quarentena e isolamento da casa ou organizam eventos.
Em 29 de maio, juntamente com a Dinamarca acertou-se um reabrimento de fronteiras, porém excluindo a Suécia, quem vem adotado medidas de isolamento controversas. Nesta data, o país registrava 8.422 casos, 7.727 paciente recuperados e 236 mortes.

### Junho
No dia 15 de junho, a organização internacional de proteção de dados alertou que o aplicativo de rastreamento invade a privacidade do usuário. Após as críticas, o governo optou por suspender o aplicativo.
Em 23 de junho, o país continuou mantendo a posição de manter suas fronteiras fechadas sob forte pressão do setor de turismo e hotelaria.
Em 26 de junho, o país optou por reabrir suas academias.

### Julho
Em 7 de junho, o país registrava 8.941 casos, 8.138 pacientes recuperados e 251 mortes.

## Reações econômicas
Quaisquer instituições foram fechadas para combater o surto, o que levou ao aumento do desemprego. O Norges Bank reduziu as taxas pela metade para 1,0% em 13 de março e, na semana seguinte, reduziu novamente as taxas para 0,25%.
Em 27 de março, o Ministro da Saúde anunciou planos para adiar o tratamento hospitalar para todos os casos, exceto os essenciais. Além disso, ele anunciou que a Noruega é o primeiro país do mundo a testar um tratamento experimental em pacientes com COVID-19.
Com o número de casos aumentando rapidamente, o governo introduziu medidas de emergência para tentar conter a propagação do vírus. Todos os estabelecimentos de ensino estão fechados, juntamente com muitos locais de trabalho, muitas lojas, bares, restaurantes, pubs e outros serviços públicos. Supermercados e farmácias permanecem abertos. A maioria das empresas norueguesas já implementou home office, quando possível. No entanto, as indústrias de viagens e hospitalidade, entre outras, estão sentindo dificuldades para manter-se. A maioria dos pubs, bares e restaurantes estão fechados, forçando seus proprietários a demitir funcionários.

Em 17 de março, uma série de políticas foi adotada pelo governo norueguês para manter a economia do país. Dentre eles um apoio de 9,7 bilhões de euros para as empresas, o adiamento de pagamento de impostos para trabalhadores autônomos e que o Estado irá arcar com os encargo trabalhistas dos funcionários que não forem de empresas de funcionamentos essenciais (hospitais, supermercados, farmácias, etc).